# Eioneu
Deioneu ou Eioneu era pai de Dia, e morreu em uma armadilha patrocinada por Íxion, seu genro.
Ixion, filho de Antion, prometeu vários presentes a Eioneu pela mão de sua filha Dia; quando Ixion não pagou, Eioneu tomou os cavalos de Ixion como garantia.
Ixion chamou seu sogro para pagar a dívida mas, em vez disso, jogou-o em um fosso com fogo. Pela enormidade do crime, ninguém quis purificá-lo, mas Zeus aceitou; foi neste momento que Ixion se apaixonou por Hera e se tornou pai dos centauros por uma nuvem criada por Zeus na forma de Hera.